# Art Powell
Arthur Louis Powell (Dallas, 25 febbraio 1937 – San Diego, 6 aprile 2015) è stato un giocatore di football americano statunitense che ha militato nel ruolo di wide receiver nella Canadian Football League (CFL), nella National Football League (NFL) e nell'American Football League (AFL).

## Carriera
Powell giocò per i Montreal Alouettes e i Toronto Argonauts della Canadian football league nel 1957 e 1958. Nell'American Football League militò nei New York Titans, negli Oakland Raiders e nei Buffalo Bills. Nella National Football League giocò per i Philadelphia Eagles e i Minnesota Vikings.
Dotato di stazza, velocità e abilità per compiere giocate spettacolari su tutto l'arco del campo, Powell fu una delle prime stelle dell'American Football League. Con i New York Titans guidò la AFL in touchdown su ricezione nel 1960 e in yard ricevute nel 1962. Guidò la lega in entrambe le categorie nel 1963 dopo essersi trasferito ai Raiders.
Powell iniziò a giocare negli Stati Uniti dopo essere stato scelto dai Philadelphia Eagles nel Draft NFL 1959 ed ebbe una stagione da rookie di alto livello, finendo secondo nella NFL con una media di 27 yard per ritorno di kickoff, giocando anche come defensive back di riserva. Tra questi ritorni vi fu un touchdown da 95 yard il 4 ottobre contro i New York Giants nella sconfitta per 49-21. Powell rifiutò di giocare in una partita della pre-stagione 1960 contro i Washington Redskins dopo essere venuto a conoscenza che ai giocatori afroamericani degli Eagles non sarebbe stata concessa una stanza nell'hotel della squadra.
Dopo essere stato svincolato, Powell si unì ai Titans della AFL nel 1960, dove fu spostato nel ruolo di ricevitore dall'allenatore Sammy Baugh, segnando 4 touchdown nella sua prima partita. Nelle prime tre stagioni nella lega, Powell fece coppia con Don Maynard formando il primo duo a ricevere ognuno 1.000 yard in una stagione. Vi riuscirono nel 1960 e nel 1962. Quando i Titans affrontarono gli Houston Oilers nella pre-stagione 1961 e alloggiarono i loro giocatori di colore in un albergo diverso dal resto della squadra, Powell rifiutò ancora di giocare.
Malgrado fosse il miglior ricevitore della squadra, Powell lasciò la squadra per i continui problemi finanziari dei Titans. Per garantirgli delle entrate certe e per dare un sollievo economico al club, il proprietario Harry Wismer lo propose al miglior offerente il 19 ottobre 1962. Ad emergere vincente fu Oakland, che gli fece firmare un contratto il 31 gennaio. Nel primo anno con i Raiders il record della squadra migliorò di nove gare sotto la leadership del nuovo capo-allenatore Al Davis, con Powell che segnò 16 touchdown e ricevette 1.394 yard.
Fuori dal campo, Powell mostrò la sua leadership quando, assieme ai compagni Bo Roberson, Clem Daniels e Fred Williamson, rifiutò di giocare una gara amichevole contro la sua vecchia squadra, rinominata New York Jets, a causa della segregazione dei posti al sedere del Ladd Stadium in Alabama.
Powell richieste di essere scambiato con Buffalo così da potere perseguire degli affari nell'area di Toronto e il proprietario dei Raiders Al Davis lo accontentò.
Concluse la carriera al terzo posto di tutti i tempi nella storia della AFL con 8.015 yard ricevute, dietro a Don Maynard (10.289) e Lance Alworth (8.976).
Quattro decenni dopo il suo ritiro, Powell rimane al quarto posto di tutti i tempi dei Raiders per yard ricevute, segnando 50 touchdown in quattro stagioni con Oakland. Con cinque stagioni con oltre 1.000 yard ricevute, fu convocato per quattro All-Star Game e fu inserito nella formazione ideale di tutti i tempi della AFL. Malgrado l'avere ricevuto solo 479 passaggi, Powell segnò 81 touchdown e rimane al 26º posto di tutti i tempi per touchdown su ricezione in carriera, con la percentuale di touchdown su passaggi ricevuti del 16,9% che è la tra le migliori di tutti i tempi.

## Palmarès
- First-team All-AFL: 2

1960, 1963
- Second-team All-AFL: 4

1962, 1964, 1965, 1966
- AFL All-Star: 4
- 1963–1966
- Leader della AFL in yard ricevute: 2

1962, 1963
- Leader della AFL in touchdown su ricezione: 2

1960, 1963
- Formazione ideale di tutti i tempi della AFL